# Cygnus CRS OA-4
Cygnus CRS OA-4 är en flygning av företaget Orbital ATKs rymdfarkost Cygnus till rymdstationen ISS för att  leverera förnödenheter, syre, vatten. Farkosten är uppkallad efter den avlidne astronauten Deke Slayton.
På grund av att företagets Antaresraket havererade vid uppskjutningen av Cygnus CRS Orb-3 den 13 juli 2014, valde man att skjuta upp Orb-4 med en Atlas V.
Efter att flera uppskjutningsförsök fått avbrytas mellan den 3 och 6 december på grund av vädret, så sköts till slut farkosten upp, den 6 december 2015. Den dockades med ISS den 9 december 2015 med hjälp av Canadarm2. Efter att ha levererat sin last och fyllts med skräp, lämnade farkosten stationen den 19 februari 2016 och brann upp i jordens atmosfär dagen efter.

### Fotnoter
1. ↑  ”NASA Space Science Data Coordinated Archive” (på engelska). NASA. https://nssdc.gsfc.nasa.gov/nmc/spacecraft/display.action?id=2015-072A. Läst 24 mars 2020.
2. ↑  ”Orbital ATK's Cargo Delivery Mission to International Space Station Set to Launch” (på engelska). Orbital ATK. 1 december 2015. Arkiverad från originalet den 8 december 2015. https://web.archive.org/web/20151208161633/https://www.orbital.com/news-room/release.asp?prid=103. Läst 20 april 2022.